# Vilhelm Johannesen
Vilhelm Johannesen (født 4. august 1942 i Klaksvík, død 10. april 2022) var en færøsk tjenestemand, redaktør og politiker (Javnaðarflokkurin).
Han var indvalgt til Lagtinget fra Norðoyar 1980–2008. Johannesen var landsstyremand for sundhed-, social-, industri- og  1979–1981, landsstyremand for industri- 1985–1988 samt landsstyremand for industri- og arbejdsforhold 1988–1989, samtlige perioder med Atli Dam som lagmand. Johannesen var forøvrig kommunestyremedlem i Klaksvík kommune 1975–1984.
Han var medlem af Færøernes Ulykkesforsikringsråd 1971–1975, redaktør for Sosialurin 1972–1979, formand for Føroya Kommunufelag 1977–1979, bestyrelesesmedlem ved Norðoya Røktarheim 1983–1985, og bestyrelsesformand ved Klaksvíkar sjúkrahús 1991–1993. Han har også været uddannelsesleder i Postverk Føroya og har skrevet bogen, Postur í Føroyum 1870–2000 (2001), og flere artikler om det færøske postvæsens historie.
Han var far til advokaten og politikeren og tidligere lagmand Aksel V. Johannesen og farfar til politikeren Beinir Johannesen.

## Lagtingsudvalg
- 2004–2008 medlem af Finansudvalget
- 2002–2004 medlem af Finansudvalget
- 1998–2002 medlem af Finansudvalget
- 1994–1998 medlem af Finansudvalget
- 1992–1994 formand for Finansudvalget
- 1990–1992 medlem af Finansudvalget
- 1989–1990 medlem af Finansudvalget